# Neuroetologi
Neuroetologi (fra græsk νεῦρον – Neuron "nerve" og ἦθος – ethos "vane") er den evolutionære og komparativ tilgang til studiet af dyrs adfærd og dens underliggende mekaniske kontrol af nervesystemet..